# El Rrollo enmascarado
El Rrollo enmascarado fue una revista de historietas autoeditada a partir de 1973 en Barcelona por los autores Farry, Javier Mariscal, Nazario Luque Vera y Pepichek, a la que habitualmente se considera el primer ejemplo consistente de cómic underground en España.

## Trayectoria
El origen de la revista se remonta al otoño de 1973, cuando los hermanos barceloneses Miquel y Josep Farriol, conocidos como Farry y Pepichek, presentaron mutuamente al sevillano Nazario y al valenciano Mariscal en el Café de la Ópera.
En 1975, se celebró un juicio en su contra.